# Nina e o Olho secreto de Atlântida
Nina e o Olho secreto de Atlântida é o 4º e último livro da série italiana infanto-juvenil A menina da Sexta Lua, escrita por Moony Witcher. O livro narra a última aventura de Nina e seus amigos em Atlântida, cidade escondida que foi submersa há séculos.

## Enredo
Nina e seus amigos partem em busca do último arcano, Água. Segundo as anotações do caderno de Conde Karkon, ele guardou esse arcano num lugar diferente e bem mais perigoso. Para libertá-lo, os garotos precisam ir a Atlântida e descobrir uma grande traição.